# Hans Wagner (politik BdL)
Hans Wagner (3. března 1893 Lechovice – 17. března 1984 Vídeň) byl československý politik německé národnosti a meziválečný poslanec Národního shromáždění.

## Biografie
Pocházel se starého zemědělského rodu. Jeho otec Franz Wagner působil v rodných Lechovicích jako starosta a rovněž se angažoval v politice na zemské a celorakouské úrovni (Moravský zemský sněm i Říšská rada). Hans Wagner absolvoval gymnázium v Znojmě a učitelský ústav v Hollabrunnu. Během první světové války byl odveden do armády, kde byl dvakrát raněn. V roce 1918 se pokusil vojensky vystoupit proti začlenění etnicky německých oblastí jižní Moravy do československého státu.
V parlamentních volbách v roce 1925 získal za Německý svaz zemědělců (BdL – němečtí agrárníci) poslanecké křeslo v Národním shromáždění. Mandát obhájil v parlamentních volbách v roce 1929. Ve volbách roku 1929 kandidoval za koalici Německé volební společenství, do níž vstoupil jeho domovský Německý svaz zemědělců a dvě menší strany: Karpatoněmecká strana a Německé pracovní a volební společenství.
Podle údajů k roku 1929 byl povoláním rolníkem v Lechovicích. V roce 1945 byl zadržen československými úřady a internován ve Znojmě. Podařilo se mu uprchnout do Rakouska. Zde se angažoval ve spolcích vysídlených Němců z jižní Moravy. Založil list Wegwarte, který v letech 1947-1960 redigoval. Od roku 1962 pak vydával přílohu Thayawarte.